# ガロン (ヴァンパイア)
ガロン（Gallon、欧米ではJon TalbainまたはJ. Talbain）は、カプコンの2D対戦型格闘ゲーム『ヴァンパイア』シリーズに登場する架空のキャラクター。

## キャラクター設定
人と狼の「血」の狭間で苦悩する人狼。母親は彼を産み落としてすぐに死んだため、母親についてほとんど知らない（父親については後述）。物心ついたときから1人であり天涯孤独の身ではあったが、普通の人間として生活しており、自分が住んでいた村の人々はガロンに快く接してくれた。また、格闘家になるという夢を抱きながらも質素に暮らしてきた。
ある満月の夜、突如として己の中に流れる凶暴な獣の血が目を覚まし、狼男になってしまったガロンは、自身を見失った挙句村人に怪我を負わせたことで、逃げるようにして村を離れた。日に日に増す獣の衝動と、それとともに薄れていく人間の心に苦悩する中でかつての夢を心の拠り所にして、ひたすら自身を鍛え上げることに没頭していく。そして、「血」を克服する方法として「己の限界を超える」ことを見出した。一時的に人間の姿に戻る術を身に付けたガロンはそれを完璧なものにするため、より強い者との戦いを欲し、ダークストーカーズとの戦いへと誘われて行く。『ハンター』までのエンディングでは、苦闘の末に「血」を克服、人間の姿に戻ることができた。そして故郷の村へ帰りつき、駆け寄ってきた子供たちを見て涙ぐむ。
しかしそれは、一時の思い込みでしかなかった。『セイヴァー』では、克服したと思っていた「血」が再び目覚めて狼男に戻ってしまい、そのままジェダによって魔次元へ召喚される。ガロンはそこで、もうひとりの自分自身であるダークガロンと出会い、戦うことになる。そのエンディングでは、彼の内なる獣が彼に語りかけ、闘い続けることが自分の存在理由であり、獣として生きることを彼に諭す。そして、呪っていた獣の血が燃え滾り、それを楽しんでいる自分自身がいることに気付く。その頃、ガロンの帰りを待つ2人の兄弟フレッドとマルコは、ただひたすらに、ガロンの帰りを信じて待っていた。
ガロンの外見は狼男そのものであり、青と白の毛並みで、鼻筋の長い狼の顔をしており、逆立った毛がライオンの鬣のように首周りに生えている。爪は獣のように長く伸び、足はイヌ科の動物と同様の踵が地面から離れて指先だけで立つ構造の物になっており、尻には長くふさふさとした毛に覆われた尾が生えている。服装は、上半身は裸で拳法着のズボンと黄色い帯を身につけているのみ。人間だった時は拳法家を目指していたこともあり、高い向上心を持って真剣に武術に打ち込んできた。戦闘後の勝利メッセージは、純粋に戦いを楽しんでいるように思えるものがある反面、それは獣人としての本性がそうさせているため、その血に抗うという設定通り、それを受け入れがたいという苦悩が垣間見える台詞もある。また、ガロンの人間時の姿は、長い銀髪の青年。この姿は、戦闘前デモや勝利ポーズ、『ハンター』までのエンディングで見ることができる。
ホームステージは、『ハンター』まではイギリスの郊外である。『セイヴァー』以降は夜の街にある地下鉄の出入口の前をモチーフにしたステージ「CONCRETE CAVE（コンクリートの洞窟）」で登場することが多い。

### 他キャラクターとの関係
『セイヴァー』に登場するバレッタとは、ストーリー上における接点はないが、お互いが乱入キャラクター同士としてに設定されており、バレッタの本性はガロンのみが見抜いている。また、ガロンとバレッタの対戦時には特別な試合前デモも存在する。バレッタ自身が、ガロンのライバルキャラクターとして童話「赤ずきん」をモデルに考案されたという経緯がある。

### 家族関係
母親はガロンを産んですぐに死去し、父親も不明である。しかし『セイヴァー』にて、魔界7大貴族の一派ゼル＝クロイツ（翼竜型の怪人）家の王室付近衛兵隊長であったワーウルフの戦士「バラバ＝クロイツ」が人間の女と恋に落ち、人間界で結ばれたバラバと彼女の息子こそがガロンであることが示唆されており、彼は魔族と人間とのあいだに生まれた可能性があるとされる。
なお、ガロンの故郷には、彼と血の繋がりは無いが彼を兄のように慕うフレッドとマルコという兄弟がいる。フレッドは13歳、マルコは9歳。『セイヴァー』のエンディングでは彼らがガロンを待つ姿が描かれている。

### ダークガロン
『セイヴァー』のボスキャラクターおよび隠しキャラクターとして登場する色違いのガロン。魔次元が生み出した「人間の姿に戻れなくなったもうひとりのガロンの姿」という設定で、体は常に明暗交互に点滅し続けている。『セイヴァー』では、ガロンの心を写した「内なる獣の本性」として彼に対峙する。ゲーム内での名前表記は「Gallon」（または「J. Talbain」）のまま。
業務用『ハンター2』には通常のガロンが引き続き登場していたが、ダークガロンは業務用では『セイヴァー』のみの登場となり、業務用の『セイヴァー2』と『ハンター2』には登場しなかった。家庭用では、業務用と同じく『セイヴァー』で使用できるほか、家庭用にアレンジ移植された『ハンター2』と『セイヴァー2』（PlayStation版『セイヴァー EXエディション』（以下『EXエディション』）とPlayStation 2版『ダークストーカーズコレクション』（以下『ダクコレ』）内に収録された隠しモード）でも使用可能となっている。ドリームキャスト版およびPlayStation Portable版『ヴァンパイア クロニクル』には登場していない。
基本性能は通常のガロンと全く同じだが、以下のような相違点がある。
- 唯一「ドラゴンキャノン」のグラフィックが『ハンター』時のものに戻されている。しかし、ダークガロンの「ドラゴンキャノン」はガロンの同じ技よりも硬直が長いため、この点でダークガロンは通常のガロンに劣る。また、炎の発生自体もガロンより遅くなっているが、その分だけ攻撃判定が前に出ているため、発動時の性能だけは実質ガロンと対等である。
- 戦闘前のデモが虚空から出現するという独自のものに変更されており、勝利ポーズも人間の姿に戻るものが削除されている。
- カラーはパンチ同時押しとキック同時押しの2種類のみで、オートガードは選択できない。ただし、オートガードを選択したシャドウやマリオネットがダークガロンとなった場合はオートガードを使用できる。
  - 『EXエディション』では強制的にD.F.チェンジ仕様となり、オートガードやD.F.パワーは選択不可。また、ショートカット設定時に限り、セレクトボタンで名前の色を変えた後に1つのボタンで選択できるが、すべてのパンチボタンがパンチ同時押しカラー、キックボタンがキック同時押しカラーに割り当てられている。マリオネットがコピーした場合は、自身のカラーに関わらず強制的に相手側のダークガロンが使用していない方のカラーが使われるため、以下の『ダクコレ』のような不具合はない。
  - 『ダクコレ』の各アレンジバージョンでは標準でスタートボタン+1つのボタンで選択できるように変更され、弱パンチと強パンチと中キックがパンチ同時押しカラー、中パンチと弱キックと強キックがキック同時押しカラーに割り当てられている。マリオネットはこの割り当てではなく自分自身のボタンのカラーでコピーしようとしてしまうため、ダークガロンをコピーすると色（パレット）がおかしくなる『ダクコレ』限定の不具合が存在する。
- 各種メッセージやエンディング、画面上での名前のクレジットはガロンと同じ。ただし、勝利メッセージ時の音楽のみ通常のガロンとは異なる独自の曲になっている。
- 通常のガロンを使用した場合、『セイヴァー』ではダークガロンが、『ハンター2』ではパイロンが最終ボスに設定されているが、ダークガロンで『セイヴァー』または『EXエディション』内の家庭用『ハンター2』をプレイした場合は、最終ボスとして通常のガロンが登場する（エンディングは通常のガロンの場合と変わらない）。なお、家庭用『セイヴァー2』では他のキャラクターと同じくジェダが、『ダクコレ』内の家庭用『ハンター2』アレンジバージョンでは（出現テーブルが一新されたため）パイロンが最終ボスに設定されている。
- 『ハンター2』と『クロニクル』、家庭用『セイヴァー2』では、ガロンの乱入キャラクターがバレッタからアナカリスへ変更されていたが、家庭用『ハンター2』および『セイヴァー2』でのダークガロンの乱入キャラクターはバレッタのままとなっている。

## ゲーム上の特徴
ガロンの戦闘スタイルは鋭い爪と牙を使った動きを主とし、獣ゆえの俊敏さも併せ持つ。また、格闘は設定通り中国拳法をベースにしたものもあり、ヌンチャクを振り回す技もある。
前進・後退時は4本足で移動し、その際は低姿勢になるため、ガロンの食らい判定が見た目以上に低くなり、デミトリの「カオスフレア」程度の一般的な高さの飛び道具であれば、歩きながら避けることができる。主力の必殺技「ビーストキャノン」（初代ではEX必殺技）は使用中に一度方向転換できるという性質を持つ。前方ダッシュ中の攻撃はジャンプ攻撃と同じくしゃがみガード不能であり、相手のふところに一瞬で飛び込むことが容易である。レバーを後ろに入れることでダッシュの距離を短縮し、地上での攻めや連続技に移行できる。
反面、飛び道具を持たず、必然的に近距離戦を挑まざるを得ないため、接近手段であるジャンプとダッシュを防がれてしまうと攻撃の手段を失う。故に、対空と牽制に秀でる相手を苦手としている。
『セイヴァー』ではアドバンシングガードの登場により、ガードされた時にある程度間合いを離せるようになった。これにより、打撃と投げの2択の意味合いが強くなったことで投げ技の使用頻度が上がった。キャラクター本来のスピードと併せて高い攻撃能力を持つ。

## 技の解説

### 通常技
ジャンプ状態の垂斜の区別はない。
| 操作     | 立ち（近距離）       | 立ち（遠距離）       | しゃがみ               | ジャンプ             |
| -------- | -------------------- | -------------------- | ---------------------- | -------------------- |
| 弱パンチ | スイフトゲイル       | スイフトゲイル       | ロークランチ           | フライハウンド       |
| 中パンチ | ダークトゥース       | ブルータルフィスト   | トライデントネイル     | タスクヴァイス       |
| 強パンチ | フィアーハウンド     | リーサルスタブ       | フレイムファング       | クロスクリープ       |
| 弱キック | バーチカルトルネード | ウルフキック         | ウルフレッグ           | テリブルエッジ       |
| 中キック | サッドネスウィンド   | サッドネスウィンド   | スナールレッグ         | テリブルフライ       |
| 強キック | レイジングハック     | ヴェイパーフラッシュ | ウィルダネスラウンダー | バイオレンスランサー |

### 特殊技
クイックムーブ
『セイヴァー』から追加された特殊技。ごく短い距離の低空ダッシュ。相手をすり抜けることができる。通常のダッシュも、相手をすり抜ける能力を持つ。
サッドネスウィンド
『セイヴァー』から追加された特殊技。通常の立ち中キックを、一歩前に踏み込んで繰り出す。立ち中キックと比べると、攻撃動作が遅いうえに必殺技キャンセルができないなど、欠点が目立つ。

### 投げ技
ラピッドクランチ
相手を掴んで噛み付き、そのまま放り投げる。技後は追い打ちを決められる。
キャニオンラウンダー
掴んだ相手とともに、巴投げのように転がり、蹴り上げるようにしてそのまま上空へ放り投げる。追い打ちが入るだけでなく、相手を画面端まで運んでいくことができる。
キャニオンフライヤー
空中投げ。相手を掴んでからそのまま「キャニオンラウンダー」に移行する。追い打ちを決めることができる。

### 必殺技
ビーストラッシュ
初代のみの必殺技。炎のオーラを纏って狼のような遠吠えを上げながら、前方へ突進する。地上・対空・空中の3つのモーションがある。弱・中・強によって速度と移動距離が変わり、相手にガードされると技後に跳ね返る。
地上
地上時は、前方に向かって突進する。強は画面端まで届く。
対空
前方斜め上に向かって突進する。強は画面上端まで届く。ガードキャンセルに対応している。
空中
前方斜め下に向かって突進する。距離は変わらないが、強のほうがより早い。ガードキャンセルに対応している。
ES版は、『ヴァンパイア』では各版ともに纏うオーラが赤く変わり、ヒット数が中では2、強で3ヒットにまで増える。『クロニクル』では逆に通常版が赤くES版が青になり、初代の強と同じ飛距離で3ヒットする。
ビーストキャノン
初代ではスペシャル必殺技として設定されていたが、『ハンター』以降は「ビーストラッシュ」の代わりに通常の必殺技として設定された。基本性能は「ビーストラッシュ」とほぼ同質だが、纏うオーラが光に変わり、スピードが上昇、相手にガードされても跳ね返らない。さらに途中で1度だけ上下左右斜めの8方向（地上からのみ5方向）のいずれかに方向転換することができる。地面や天井や画面端の壁に当たると自動的に技が解除され、方向転換ができなくなる。技の発生はそれなりに速く、接近状態の中攻撃からキャンセルで連続技になるが、技の発動状態ではガロン本体の食らい判定が大きいため、相手の弱攻撃でも潰される。「ビーストラッシュ」と同様に、対空ビーストキャノンがガードキャンセルに対応している。『ハンター』では斜め下や真下へ向かうビーストキャノンのみ空中ガード可能で、その他の方位は全て空中ガード不可能。『セイヴァー』では全ての方位が空中ガード可能となり、弱体化した。
ES版は動作速度が向上し、方向転換できる回数が4回まで増え、最大ヒット数が5となる。接近状態の中攻撃からキャンセルでつながり、全てヒットさせてから「ES版ストライクウルフ」を決めると、体力ゲージの約半分を減らすことができる。
クライムレイザー
片足にオーラを纏いつつ上方へ蹴り上げる。弱中強で飛び上がる距離が変わり、強のほうがより高く跳び、若干だが横への攻撃判定も伸びる。技の出際は空中ガードを無効化し、攻撃判定出現直後まで、投げられ判定もなくなる無敵状態となる（『セイヴァー』では無敵時間がなくなった分、弱体化した）。オーラがなくなると攻撃判定も消滅し、その後は無防備状態で落下する。技後の追い打ちは可能だが、速く当てたとき、あるいは弱よりも中・強を当てたときほど困難になる。
ES版は、ヒット数が3に増える（初代の弱のみ2）ほか、『ハンター』では攻撃判定が発生する限り無敵時間が持続する。通常時に比べ、追い打ちも決めやすい。
ワイルドサーキュラー
コマンド投げ。相手を掴んだまま回転しながら空中へ飛び上がったあと、地面へ叩きつける。
ES版は、低く宙返りをした後に高く舞い上がってから地面に叩きつける。元々の威力が低く、ES版にしても威力が殆ど増加しない。
ミリオンフリッカー
『ハンター』から追加された技。高速でヌンチャクを振り回す。空中ガードを無効化し、空中連続ヒット能力、（ESを含む）飛び道具を相殺する能力も持つ。最大ヒット数は4で、ヒット効果は仰け反り。『ハンター』では弱中強の区別はない。
『セイヴァー』ではコマンドが変更され、それに伴い性能も変更された。弱はその場で、中と強は前に踏み込んでヌンチャクを振り回す。空中ガードはやはり不可で、ボタン連打によりヒット数を増やすことができる。ただし、密着状態で出しても5ヒットが限界。
ES版はさらに超高速の動きでヌンチャクを振り回す。『ハンター』ではヒット効果がダウンに変わり、追い打ちも決められる。攻撃回数も8回にまで増えるが、実際に8ヒットすることは無い。『セイヴァー』では動作の後半が『ハンター』でのものに変化し、ボタンを連打しても攻撃回数は増えることはない（常に一定）。
ストライクウルフ
『ハンター』以降から追加された、『ヴァンパイア』シリーズのシステムとしてあるダウン追撃攻撃。倒れている相手の位置を捕捉して真上に飛んでいき、発光しながら相手の腹部付近に突進する。
ES版は、さらに膝蹴りを当てて2ヒットする。『ハンター』では安定したダメージを与えられたが、『セイヴァー』以降は確定ダメージはない。

### EX必殺技（超必殺技）
ビーストキャノン
初代での唯一のスペシャル必殺技だが、『ハンター』以降は通常の必殺技に変更された。スペシャル必殺技のため威力は高いが、『ハンター』以降の必殺技の「ビーストキャノン」とは異なり、「地上」からは左右の斜め上、「対空」からは進行方向の前方か斜め下、「空中」からは進行方向の斜め上へしか方向転換ができない。方向転換も1度のみ。空中版のみガードキャンセルに対応。
ミラージュボディ
『ハンター』から追加されたEX必殺技。『セイヴァー』ではダークフォース扱い。一定時間、時間差で自身と同じ動きをしながら追ってくる分身を2体作り出す。『ハンター』では、発動時にその場でバック転を決めて遠吠えをしてから分身を作り出す。バック転して着地するまでの間は無敵状態だが、このときも投げられ判定は残っている。投げられるとその時点で技が解除される。通常技を出した時のみ、分身も攻撃を行う。『セイヴァー』では、通常技、必殺技、追い打ち、投げ技、EX必殺技を出した時も分身は攻撃を行うが、「クライムレイザー」、投げ技、追い打ち、EX必殺技に関しては分身は追撃しない。分身の攻撃もヒットバックするため、通常ならば入るチェーンコンボも決めることができない。分身の攻撃でヒット数こそ増えるが、コンボ補正がかかるために与えるダメージもそれほど大きくはならないなど、弊害もいくつかある。
『ハンター2』および家庭用『セイヴァー2』では再びEX必殺技となったが、相手の攻撃を受けて食らいポーズになるとその時点で分身が解除されてしまう。その代わり、攻撃によるゲージの増加量が、ガード、ヒットを問わず、非常に多くなっている。
ドラゴンキャノン
『ハンター』から追加されたEX必殺技。ヌンチャクを手に取って振り回してから構えると、ガロンの後方から光線のような炎が前方へ飛んでいく。『セイヴァー』では構えが変わった。炎は出が遅いが、あらゆる飛び道具をかき消しつつ飛んでいき、食らった相手は必ず燃焼ダウンする。『ハンター』では3ヒットする巨大な竜の顔を纏った形の炎であるが、『セイヴァー』以降は3筋の狼型の炎が三つ編みの如く絡み合うように1筋になって飛んでいく。炎が出現する前にガロン本体が攻撃を食らうと攻撃が発動しない。ダークガロンは『ハンター』のグラフィックのものを出す。
モーメントスライス
『セイヴァー』から追加された、ボタン順押しコマンドのEX必殺技。相手に爪を突き刺してから斬り裂く。斬られた相手は垂直に吹き飛ばされてから真下にダウンし、直後に体が縦に真っ二つに切断される。技後は追い打ちはできないが、相手も移動起き上がりができない。斬られた相手の体は一定時間で元に戻ってから起き上がる。初段のリーチこそ短いが、弱攻撃から繋がるほど発生が速く、ガードされても反撃は受けない。接近戦で、弱パンチ→中パンチのチェーンコンボを決める過程でこの技を入力すると、チェーンコンボからの連続技として技が発動し、そのまま連続技としてつながる。『ハンター2』および家庭用『セイヴァー2』のダークフォース中は、攻撃を当てた直後に7ヒットの乱舞を加えて、最後に通常版と同じ引き裂き攻撃を行う。

## 特殊なダメージモーション
ミッドナイトブリス（デミトリ）
中華風の服を着た、灰色のロングヘアーの少女。犬耳と尻尾がついている。
なお、ダークガロンの場合は『セイヴァー』と家庭用『ハンター2』『セイヴァー2』でそれぞれ配色が異なる。『EXエディション』のダークガロンは『セイヴァー』の配色となっている。
王家の裁き（アナカリス）
棘のついた首輪をつけているダックスフント。
とが首さらし（ビシャモン）
ガロンの上半身が台の上で力なく垂れている。また、16分の1の確率で鎖につながれたダックスフントになる（裁き時のものとは異なるグラフィック）。
サングェ＝パッサーレ（ジェダ）
腹部が狸のように膨れる。

## 登場ゲーム作品
- ヴァンパイアシリーズ
  - ヴァンパイア
  - ヴァンパイア ハンター
  - ヴァンパイア セイヴァー
  - ヴァンパイア ハンター2
  - ヴァンパイア セイヴァー2（家庭用のみ）
  - ヴァンパイア クロニクル ザ カオスタワー
  - ヴァンパイア ダークストーカーズコレクション
- 外部出演
  - SNK VS. CAPCOM 激突カードファイターズシリーズ
- カメオ登場
  - スーパーパズルファイターIIX
  - ポケットファイター
  - CAPCOM FIGHTING Jam

## 声優
- うえだゆうじ（全ゲーム作品）
- 吉住梢（『ヴァンパイア セイヴァー』〈ミッドナイトブリス時〉[2]）
- 立木文彦（OVA『THE ANIMATED SERIES ヴァンパイアハンター』）
- 林延年（現：神奈延年）（ドラマCD『電撃CD文庫EX ヴァンパイア 〜ザ ナイト ウォーリアーズ〜』）
- 三木眞一郎（ドラマCDおよびカセット ヴァンパイア ハンター『ヴァンパイア・ナイト 〜お笑い夜の祭典〜』、『ダークネスミッション 〜特選バター醤油味〜』）

## その他
- 『ヴァンパイア』の製作当時、キャラクターの命名はアメリカ人に委ねられ、「ジョン・タルバイン」と名付けられたが、「それでは響きが悪く日本人には馴染みにくい」との理由で日本のスタッフによって改名された（『ALL ABOUT ヴァンパイア』による）。なお、英語版『Vampire Savior』など一部の作品で「John」と表記されているものもあるが、これは誤植であり、「Jon」が正しい。
- 漫画『ヴァンパイア 〜終末の使者 ビクトル〜』では、ガロンは18歳の日本人高校生「月影正人（つきかげ まさと）」として登場し、CIAエージェントとしての彼のコードネームが「GALLON」である、という設定に変更されている。